# Listă de filme britanice din 1934
Aceasta este o listă de filme britanice din 1934:

## Lista
| Titlu                          | Regizor                            | Distribuție                                               | Gen              | Note                   |
| ------------------------------ | ---------------------------------- | --------------------------------------------------------- | ---------------- | ---------------------- |
| The Admiral's Secret           | Guy Newall                         | Edmund Gwenn, James Raglan                                | Comedie          |                        |
| Anything Might Happen          | George A. Cooper                   | John Garrick, Judy Kelly                                  | Crime            |                        |
| Are You a Mason?               | Henry Edwards                      | Sonnie Hale, Robertson Hare, Davy Burnaby                 | Comedy           |                        |
| Autumn Crocus                  | Basil Dean                         | Ivor Novello, Fay Compton                                 | Drama            |                        |
| Badger's Green                 | Adrian Brunel                      | Valerie Hobson, Bruce Lester                              | Comedy           |                        |
| The Battle                     | Nicolas Farkas, Victor Tourjansky  | Charles Boyer, Merle Oberon                               | War/drama        | Co-producție cu Franța |
| Bella Donna                    | Robert Milton                      | Cedric Hardwicke, Conrad Veidt                            | Drama            |                        |
| Big Business                   | Cyril Gardner                      | Claude Hulbert, Eve Gray                                  | Comedy           |                        |
| The Black Abbot                | George A. Cooper                   | Richard Cooper, Ben Welden, John Stuart                   | Thriller         |                        |
| Blind Justice                  | Bernard Vorhaus                    | Eva Moore, Frank Vosper                                   | Thriller         |                        |
| Blossom Time                   | Paul L. Stein                      | Richard Tauber, Jane Baxter                               | Musical          |                        |
| The Blue Squadron              | George King                        | Esmond Knight, John Stuart                                | Drama            |                        |
| Boomerang                      | Arthur Maude                       | Lester Matthews, Nora Swinburne                           | Drama            |                        |
| Boots! Boots!                  | Bert Tracy                         | George Formby, Beryl Formby                               | Comedy           |                        |
| Borrowed Clothes               | Arthur Maude                       | Anne Grey, Lester Matthews                                | Drama            | [ 1 ]                  |
| Brides to Be                   | Reginald Denham                    | Betty Stockfeld, Constance Shotter                        | Comedy           |                        |
| The Broken Melody              | Bernard Vorhaus                    | John Garrick, Margot Grahame                              | Drama/musical    |                        |
| The Broken Rosary              | Harry Hughes                       | Derek Oldham, Vesta Victoria                              | Musical          |                        |
| Bypass to Happiness            | Anthony Kimmins                    | Tamara Desni, Maurice Evans                               | Romance          | [ 2 ]                  |
| The Camels are Coming          | Tim Whelan                         | Jack Hulbert, Anna Lee, Peter Gawthorne                   | Action/comedy    |                        |
| The Case for the Crown         | George A. Cooper                   | Miles Mander, Meriel Forbes                               | Crime            |                        |
| Catherine the Great            | Paul Czinner                       | Elisabeth Bergner, Douglas Fairbanks Jr.                  | Historical drama |                        |
| Chu Chin Chow                  | Walter Forde                       | George Robey, Fritz Kortner                               | Musical          |                        |
| The Church Mouse               | Monty Banks                        | Laura La Plante, Ian Hunter                               | Comedy           |                        |
| Colonel Blood                  | W. P. Lipscomb                     | Frank Cellier, Anne Grey                                  | Historical drama |                        |
| Crazy People                   | Leslie S. Hiscott                  | Henry Kendall, Nancy O'Neil                               | Comedy           |                        |
| The Crimson Candle             | Bernard Mainwaring                 | Eve Gray, Eliot Makeham                                   | Crime            |                        |
| The Crucifix                   | G. B. Samuelson                    | Nancy Price, Sydney Fairbrother                           | Drama            |                        |
| A Cup of Kindness              | Tom Walls                          | Tom Walls, Ralph Lynn, Robertson Hare                     | Comedy           |                        |
| Dangerous Ground               | Norman Walker                      | Malcolm Keen, Jack Raine                                  | Crime            |                        |
| Danny Boy                      | Oswald Mitchell                    | Archie Pitt, Dorothy Dickson                              | Musical          |                        |
| Death at Broadcasting House    | Reginald Denham                    | Ian Hunter, Austin Trevor                                 | Mystery          |                        |
| Designing Women                | Ivar Campbell                      | Stewart Rome, Valerie Taylor                              | Drama            |                        |
| The Diplomatic Lover           | Anthony Kimmins                    | Harold French, Tamara Desni                               | Musical          |                        |
| Dirty Work                     | Tom Walls                          | Ralph Lynn, Gordon Harker                                 | Comedy           |                        |
| Doctor's Orders                | Norman Lee                         | Leslie Fuller, John Mills                                 | Comedy           |                        |
| The Double Event               | Leslie Howard Gordon               | Anne Grey, Tom Helmore                                    | Crime            |                        |
| Easy Money                     | Redd Davis                         | Lilian Oldland, Gerald Rawlinson                          | Comedy           |                        |
| Evensong                       | Victor Saville                     | Evelyn Laye, Fritz Kortner                                | Musical          |                        |
| Evergreen                      | Victor Saville                     | Jessie Matthews, Sonnie Hale                              | Musical          |                        |
| Faces                          | Sidney Morgan                      | Anna Lee, Harold French                                   | Drama            |                        |
| Father and Son                 | Monty Banks                        | Edmund Gwenn, Esmond Knight                               | Crime            |                        |
| The Feathered Serpent          | Maclean Rogers                     | Enid Stamp-Taylor, Tom Helmore, Moore Marriott            | Thriller         |                        |
| The Fire Raisers               | Michael Powell                     | Leslie Banks, Anne Grey                                   | Drama            |                        |
| Flat Number Three              | Leslie S. Hiscott                  | Mary Glynne, D. A. Clarke-Smith                           | Crime            |                        |
| Flood Tide                     | John Baxter                        | George Carney, Janice Adair                               | Drama            |                        |
| Forbidden Territory            | Phil Rosen                         | Gregory Ratoff, Binnie Barnes                             | Thriller         |                        |
| The Four Masked Men            | George Pearson                     | John Stuart, Judy Kelly                                   | Crime            |                        |
| Freedom of the Seas            | Marcel Varnel                      | Clifford Mollison, Wendy Barrie                           | War              |                        |
| Gay Love                       | Leslie S. Hiscott                  | Florence Desmond, Sophie Tucker                           | Musical          |                        |
| Get Your Man                   | George King                        | Dorothy Boyd, Sebastian Shaw                              | Comedy           |                        |
| The Girl in the Flat           | Redd Davis                         | Stewart Rome, Belle Chrystall                             | Crime            |                        |
| The Girl in Possession         | Monty Banks                        | Laura La Plante, Henry Kendall                            | Comedy           |                        |
| Girls, Please!                 | Jack Raymond                       | Sydney Howard, Jane Baxter                                | Comedy           |                        |
| Girls Will Be Boys             | Marcel Varnel                      | Dolly Haas, Cyril Maude                                   | Comedy           |                        |
| Give Her a Ring                | Arthur B. Woods                    | Wendy Barrie, Bertha Belmore                              | Musical          |                        |
| A Glimpse of Paradise          | Ralph Ince                         | George Carney, Eve Lister                                 | Crime            | [ 3 ]                  |
| Grand Prix                     | St. John Legh Clowes               | John Stuart, Peter Gawthorne                              | Sports           |                        |
| The Great Defender             | Thomas Bentley                     | Matheson Lang, Margaret Bannerman                         | Mystery          |                        |
| The Green Pack                 | T. Hayes Hunter                    | John Stuart, Aileen Marson                                | Drama            |                        |
| Guest of Honour                | George King                        | Henry Kendall, Miki Hood                                  | Comedy           |                        |
| Hyde Park                      | Randall Faye                       | George Carney, Eve Lister, Wallace Lupino                 | Comedy           |                        |
| I Spy                          | Allan Dwan                         | Sally Eilers, Ben Lyon                                    | Drama            | [ 4 ]                  |
| Important People               | Adrian Brunel                      | Stewart Rome, Dorothy Boyd                                | Comedy           |                        |
| Irish Hearts                   | Brian Desmond Hurst                | Lester Matthews, Nancy Burne                              | Drama            |                        |
| The Iron Duke                  | Victor Saville                     | George Arliss, Ellaline Terriss                           | Historical       |                        |
| It's a Cop                     | Maclean Rogers                     | Sydney Howard, Chili Bouchier                             | Comedy           |                        |
| Jack Ahoy                      | Walter Forde                       | Jack Hulbert, Nancy O'Neil                                | Comedy           |                        |
| Java Head                      | Thorold Dickinson, J. Walter Ruben | Anna May Wong, Elizabeth Allan, Ralph Richardson          | Drama            |                        |
| Jew Süss                       | Lothar Mendes                      | Conrad Veidt, Cedric Hardwicke                            | Drama            |                        |
| Josser on the Farm             | T. Hayes Hunter                    | Ernie Lotinga, Betty Astell                               | Comedy           |                        |
| Keep It Quiet                  | Leslie S. Hiscott                  | Frank Pettingell, Jane Carr                               | Comedy           |                        |
| Kentucky Minstrels             | John Baxter                        | Polly Ward, Roddy Hughes                                  | Musical          |                        |
| The King of Paris              | Jack Raymond                       | Cedric Hardwicke, Marie Glory                             | Drama            |                        |
| Lady in Danger                 | Tom Walls                          | Tom Walls, Yvonne Arnaud                                  | Comedy           |                        |
| The Lady is Willing            | Gilbert Miller                     | Leslie Howard, Cedric Hardwicke                           | Comedy           |                        |
| The Lash                       | Henry Edwards                      | Lyn Harding, John Mills                                   | Drama            |                        |
| Leave It to Blanche            | Harold Young                       | Henry Kendall, Rex Harrison                               | Comedy           |                        |
| Lest We Forget                 | John Baxter                        | Stewart Rome, George Carney                               | Drama            |                        |
| The Life of the Party          | Ralph Dawson                       | Jerry Verno, Betty Astell                                 | Comedy           |                        |
| Lilies of the Field            | Norman Walker                      | Winifred Shotter, Ellis Jeffreys                          | Romance/comedy   |                        |
| Lily of Kilarney               | Maurice Elvey                      | Stanley Holloway, John Garrick, Gina Malo                 | Comedy           |                        |
| Little Friend                  | Berthold Viertel                   | Matheson Lang, Nova Pilbeam                               | Drama            |                        |
| Little Stranger                | George King                        | Nigel Playfair, Eva Moore, Norah Baring                   | Drama            |                        |
| Lord Edgware Dies              | Henry Edwards                      | Austin Trevor, Richard Cooper                             | Mystery          |                        |
| Lorna Doone                    | Basil Dean                         | Victoria Hopper, John Loder, Margaret Lockwood            | Adventure        |                        |
| Lost in the Legion             | Fred Newmeyer                      | Leslie Fuller, Hal Gordon                                 | Comedy           |                        |
| Love at Second Sight           | Paul Merzbach                      | Marian Marsh, Claude Hulbert                              | Comedy           |                        |
| Love, Life and Laughter        | Maurice Elvey                      | Gracie Fields, John Loder                                 | Comedy           |                        |
| The Luck of a Sailor           | Robert Milton                      | Greta Nissen, David Manners                               | Comedy           |                        |
| Lucky Loser                    | Reginald Denham                    | Richard Dolman, Aileen Marson                             | Comedy           |                        |
| The Man I Want                 | Leslie S. Hiscott                  | Henry Kendall, Wendy Barrie                               | Comedy           |                        |
| Man of Aran                    | Robert J. Flaherty                 |                                                           | Documentary      |                        |
| The Man Who Changed His Name   | Henry Edwards                      | Lyn Harding, Betty Stockfeld                              | Crime            |                        |
| The Man Who Knew Too Much      | Alfred Hitchcock                   | Leslie Banks, Edna Best, Peter Lorre                      | Spy/thriller     |                        |
| Master and Man                 | John Harlow                        | Wallace Lupino, Barry Lupino                              | Comedy           |                        |
| Menace                         | Adrian Brunel                      | Victor Varconi, Joan Maude                                | Crime            |                        |
| Mr. Cinders                    | Frederic Zelnik                    | Clifford Mollison, Zelma O'Neal                           | Musical          | [ 5 ]                  |
| Mr Stringfellow Says No        | Randall Faye                       | Neil Hamilton, Claude Dampier                             | Thriller         |                        |
| Money Mad                      | Frank Richardson                   | Virginia Cherrill, Garry Marsh                            | Drama            |                        |
| Murder at the Inn              | George King                        | Wendy Barrie, Harold French                               | Crime            |                        |
| Murder at Monte Carlo          | Ralph Ince                         | Errol Flynn, Eve Gray                                     | Crime            |                        |
| Music Hall                     | John Baxter                        | George Carney, Ben Field                                  | Musical          |                        |
| My Old Dutch                   | Sinclair Hill                      | Betty Balfour, Gordon Harker                              | Drama            |                        |
| My Song for You                | Maurice Elvey                      | Jan Kiepura, Sonnie Hale                                  | Musical          |                        |
| My Song Goes Round the World   | Richard Oswald                     | Joseph Schmidt, John Loder                                | Musical          |                        |
| Nell Gwynn                     | Herbert Wilcox                     | Anna Neagle, Cedric Hardwicke                             | Historical/drama |                        |
| The Night Club Queen           | Bernard Vorhaus                    | Mary Clare, Jane Carr                                     | Musical/mystery  |                        |
| Nine Forty-Five                | George King                        | Binnie Barnes, Donald Calthrop                            | Crime            |                        |
| No Escape                      | Ralph Ince                         | Ian Hunter, Binnie Barnes                                 | Drama            |                        |
| Oh No Doctor!                  | George King                        | Jack Hobbs, Dorothy Boyd                                  | Comedy           |                        |
| The Old Curiosity Shop         | Thomas Bentley                     | Ben Webster, Hay Petrie, Polly Ward                       | Period drama     |                        |
| On the Air                     | Herbert Smith                      | Davy Burnaby, Reginald Purdell                            | Musical          |                        |
| Open All Night                 | George Pearson                     | Frank Vosper, Margaret Vines                              | Drama            |                        |
| The Outcast                    | Norman Lee                         | Leslie Fuller, Mary Glynne                                | Comedy           |                        |
| Over the Garden Wall           | John Daumery                       | Bobby Howes, Marian Marsh                                 | Musical/comedy   |                        |
| Passing Shadows                | Leslie S. Hiscott                  | Edmund Gwenn, Barry MacKay                                | Mystery          |                        |
| The Path of Glory              | Dallas Bower                       | Maurice Evans, Valerie Hobson                             | Comedy           |                        |
| The Perfect Flaw               | Manning Haynes                     | Ralph Truman, Wally Patch                                 | Crime            |                        |
| A Political Party              | Norman Lee                         | Leslie Fuller, John Mills                                 | Comedy           |                        |
| The Primrose Path              | Reginald Denham                    | Isobel Elsom, Max Adrian                                  | Romance          |                        |
| Princess Charming              | Maurice Elvey                      | Evelyn Laye, Henry Wilcoxon                               | Musical          |                        |
| The Private Life of Don Juan   | Alexander Korda                    | Douglas Fairbanks, Merle Oberon                           | Comedy/drama     |                        |
| The Queen's Affair             | Herbert Wilcox                     | Anna Neagle, Fernand Gravey                               | Musical          |                        |
| Radio Parade of 1935           | Arthur B. Woods                    | Will Hay, Helen Chandler                                  | Drama            |                        |
| Red Ensign                     | Michael Powell                     | Leslie Banks, Carol Goodner, Frank Vosper                 | Drama            |                        |
| The Return of Bulldog Drummond | Walter Summers                     | Ralph Richardson, Ann Todd                                | Thriller         |                        |
| The River Wolves               | George Pearson                     | John Mills, Michael Hogan                                 | Crime            |                        |
| Road House                     | Maurice Elvey                      | Violet Loraine, Gordon Harker                             | Musical          |                        |
| Rolling in Money               | Albert Parker                      | Isabel Jeans, Leslie Sarony                               | Comedy           |                        |
| Romance in Rhythm              | Lawrence Huntington                | Queenie Leonard, David Hutcheson                          | Mystery          |                        |
| Say It With Flowers            | John Baxter                        | Mary Clare, Ben Field                                     | Musical          |                        |
| The Scarlet Pimpernel          | Harold Young                       | Leslie Howard, Merle Oberon                               | Adventure        |                        |
| The Scoop                      | Maclean Rogers                     | Anne Grey, Tom Helmore                                    | Crime            |                        |
| The Scotland Yard Mystery      | Thomas Bentley                     | Gerald du Maurier, George Curzon                          | Crime            |                        |
| The Secret of the Loch         | Milton Rosmer                      | Seymour Hicks, Nancy O'Neil                               | Adventure        |                        |
| Seeing Is Believing            | Redd Davis                         | William Hartnell, Gus McNaughton                          | Comedy           |                        |
| Sing As We Go                  | Basil Dean                         | Gracie Fields, Stanley Holloway                           | Musical          |                        |
| Something Always Happens       | Michael Powell                     | Ian Hunter                                                | Drama            |                        |
| Sometimes Good                 | W. P. Kellino                      | Henry Kendall, Nancy O'Neil                               | Comedy           |                        |
| Song at Eventide               | Harry Hughes                       | Fay Compton, Lester Matthews                              | Musical          |                        |
| The Song of Ceylon             | Basil Wright                       |                                                           | Documentary      |                        |
| Sorrell and Son                | Jack Raymond                       | H. B. Warner, Margot Grahame                              | Drama            |                        |
| Spring in the Air              | Victor Hanbury, Norman Lee         | Edmund Gwenn, Zelma O'Neal                                | Comedy           |                        |
| Swinging the Lead              | David MacKane                      | William Hartnell, Moira Lynd                              | Comedy           |                        |
| Tangled Evidence               | George A. Cooper                   | Sam Livesey, Joan Marion                                  | Crime            |                        |
| The Tell-Tale Heart            | Brian Desmond Hurst                | Norman Dryden, John Kelt                                  | Drama            |                        |
| Temptation                     | Max Neufeld                        | Frances Day, Stewart Rome                                 | Musical          |                        |
| There Goes Susie               | Victor Hanbury, John Stafford      | Gene Gerrard, Wendy Barrie                                | Comedy           |                        |
| The Third Clue                 | Albert Parker                      | Basil Sydney, Molly Lamont                                | Crime            |                        |
| Those Were the Days            | Thomas Bentley                     | Will Hay, Iris Hoey, John Mills                           | Comedy           |                        |
| Tiger Bay                      | J. Elder Wills                     | Anna May Wong, Henry Victor                               | Crime            |                        |
| To Be a Lady                   | George King                        | Chili Bouchier, Bruce Lester                              | Drama            |                        |
| Too Many Millions              | Harold Young                       | Betty Compton, John Garrick                               | Drama            |                        |
| Two Hearts in Waltz Time       | Carmine Gallone, Joe May           | Carl Brisson, Frances Day                                 | Musical          |                        |
| Unfinished Symphony            | Anthony Asquith                    | Mártha Eggerth, Helen Chandler                            | Musical/drama    |                        |
| The Unholy Quest               | Widgey R. Newman                   | Claude Bailey, Terence de Marney                          | Horror           | [ 6 ]                  |
| Virginia's Husband             | Maclean Rogers                     | Dorothy Boyd, Reginald Gardiner                           | Comedy           |                        |
| Waltzes from Vienna            | Alfred Hitchcock                   | Esmond Knight, Jessie Matthews, Edmund Gwenn, Fay Compton | Drama            |                        |
| Warn London                    | T. Hayes Hunter                    | Edmund Gwenn, John Loder                                  | Thriller         |                        |
| The Warren Case                | Walter Summers                     | Richard Bird, Nancy Burne                                 | Mystery          |                        |
| The Way of Youth               | Norman Walker                      | Irene Vanbrugh, Aileen Marson                             | Crime            |                        |
| What Happened Then?            | Walter Summers                     | Richard Bird, Francis L. Sullivan                         | Crime            |                        |
| What Happened to Harkness?     | Milton Rosmer                      | James Finlayson, Brember Wills                            | Comedy           |                        |
| What's in a Name?              | Ralph Ince                         | Carol Goodner, Reginald Purdell                           | Comedy           |                        |
| Whispering Tongues             | George Pearson                     | Reginald Tate, Jane Welsh                                 | Crime            |                        |
| White Ensign                   | John Hunt                          | Anthony Kimmins, Molly Lamont                             | Adventure        | [ 7 ]                  |
| Wild Boy                       | Albert de Courville                | Bud Flanagan, Chesney Allen                               | Comedy           |                        |
| Without You                    | John Daumery                       | Henry Kendall, Wendy Barrie                               | Comedy           | [ 8 ]                  |
| Womanhood                      | Harry Hughes                       | Eve Gray, Leslie Perrins                                  | Drama            |                        |
| Youthful Folly                 | Miles Mander                       | Irene Vanbrugh, Jane Carr                                 | Drama            |                        |